# Loretohocko
Loretohocko (Mitu salvini) är en fågel i familjen trädhöns inom ordningen hönsfåglar.

## Utseende och läte
Loretohocko är en stor och svart trädhöna med lysande röd näbb, vitt på nedre delen av buken och vit stjärtspets. Sången är mycket djup och avges nattetid, distinkt från natthockons tredelade sång.

## Utbredning och systematik
Fågeln återfinns i fuktiga låglandsområden från södra Colombia till östra Ecuador och nordöstra Peru. Den behandlas som monotypisk, det vill säga att den inte delas in i några underarter.

## Levnadssätt
Loretohocko är en ovanlig till sällsynt fågel som hittas i låglänta skogar. Den ses vanligen enstaka eller i par, från marken upp till skogens mellersta skikt.

## Status och hot
Arten har ett stort utbredningsområde, men tros minska i antal, dock inte tillräckligt kraftigt för att den ska betraktas som hotad. Internationella naturvårdsunionen IUCN listar arten som livskraftig (LC). Världspopulationen uppskattas till 50 000 individer.

## Namn
Fågelns vetenskapliga namn hedrar den engelske naturforskaren Osbert Salvin (1835-1898). Tidigare kallades den salvinhocko även på svenska, men justerades 2023 till ett enklare och mer informativt namn av BirdLife Sveriges taxonomikommitté.